# خرچنگ مرموز خلیج
خرچنگ مرموز خلیج (نام علمی: Hoplocypode occidentalis) نام یک گونه از زیرخانواده خرچنگ‌های مرموز است.
این خرچنگ تنها عضو سرده‌ای است به نام تندپاهای سُم‌دار (Hoplocypode).